# Cap d'Hornos

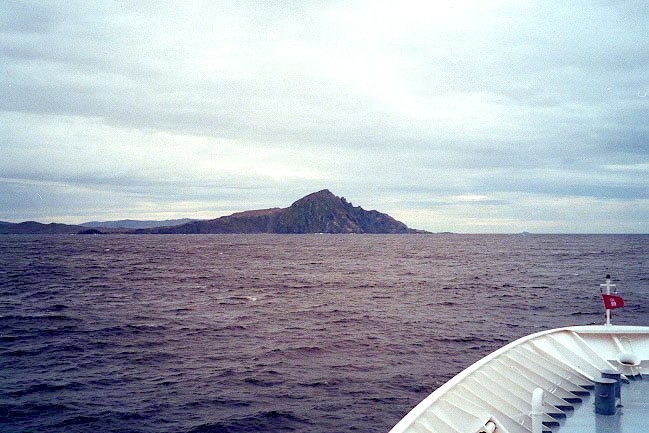
Vista del cap d'Hornos des del sud-est

El cap d'Hornos (en espanyol Cabo de Hornos; nom provinent del neerlandès: Kaap Hoorn) és el punt més austral de l'Amèrica del Sud continental. Es troba localitzat a l'illa d'Hornos, una de les illes de Wollaston, a l'arxipèlag de la Terra del Foc, i pertany a l'estat de Xile.
El cap fou descobert el 26 de gener del 1616 per una expedició holandesa encapçalada per Willem Schouten i Jacob Le Maire, els quals el van denominar Kaap Hoorn per la ciutat d'Hoorn, lloc de naixement de Schouten que a més havia patrocinat l'expedició. Els espanyols posteriorment modificaren el nom pel de Cabo de Hornos.
El cap d'Hornos és famós per les seves condicions climàtiques, que feren naufragar molts vaixells. No obstant això, les aigües obertes del pas de Drake, al sud del cap, permeteren més maniobrabilitat que per l'estret de Magallanes, que és un pas tortuós a través de l'illa gran de la Terra del Foc.

## Geografia

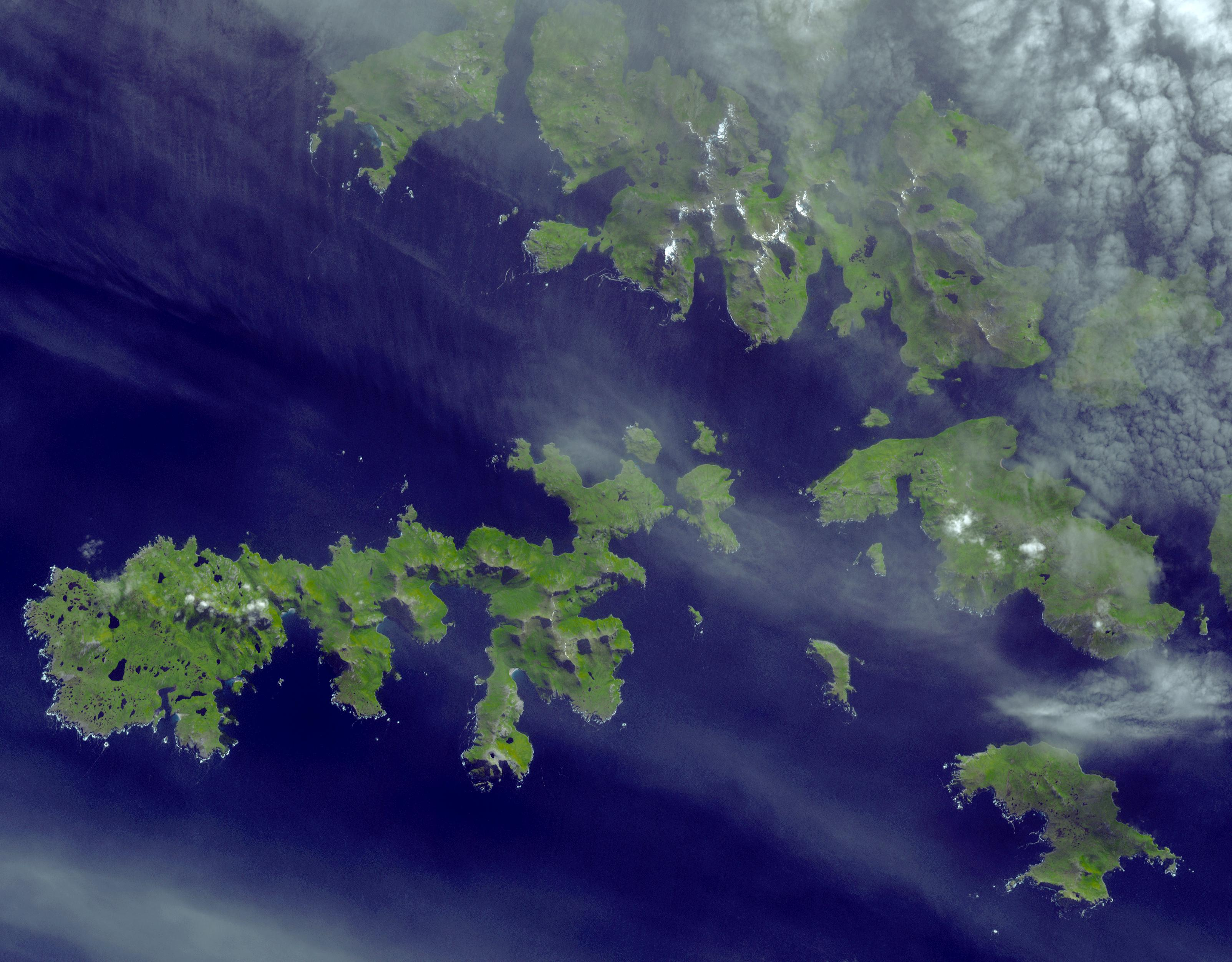
Cap d'Hornos vist des de l'espai al cantó inferior dret, juntament amb les illes Hermite al centre.

El cap d'Hornos és el punt més austral de l'Amèrica del Sud. Marca el límit nord del Pas Drake, la mar que separa Amèrica del Sud de l'Antàrtida. Alhora, el meridià que marca la divisió geodèsica entre els oceans Pacífic i Atlàntic parteix des del cap d'Hornos fins a l'oceà Antàrtic.
El nom del cap d'Hornos prové del neerlandès Kaap Hoorn, en honor de la ciutat holandesa de Hoorn, en un cas típic de falsos amics, el nom fou pres en espanyol com "cap d'Hornos", confonent la denominació de la ciutat amb la del terme horno (forn).
El cap es considera normalment com l'extrem sud d'Amèrica, tot i que no és rigorosament cert. El cap d'Hornos és l'extrem meridional de l'illa Hornos, que és la més austral de l'arxipèlag de les illes Hermite, part de les illes Wollaston i de l'arxipèlag de Terra del Foc. El punt més austral del continent és el cap de Froward. Encara més, si es considera les illes com a part integral del continent, cap d'Hornos tampoc no seria el punt més austral, títol que rebrien les illes Diego Ramírez, si bé aquestes illes estan notablement separades de l'arxipèlag de Terra del Foc.
A 56 km al nord-oest es troba l'anomenat "Fals cap d'Hornos" a l'illa Hoste, el seu nom es deu a la freqüent confusió que provocava als mariners que venien de ponent, atès que té una configuració semblant a la del cap de debò.
El terreny manca d'arbres i està cobert per herba a causa de les freqüents precipitacions. La zona del cap d'Hornos està, a més a més, sotmesa als efectes dels raigs ultraviolats que travessen el forat sobre la capa d'ozó que cobreix principalment l'extrem sud del planeta.

### Clima

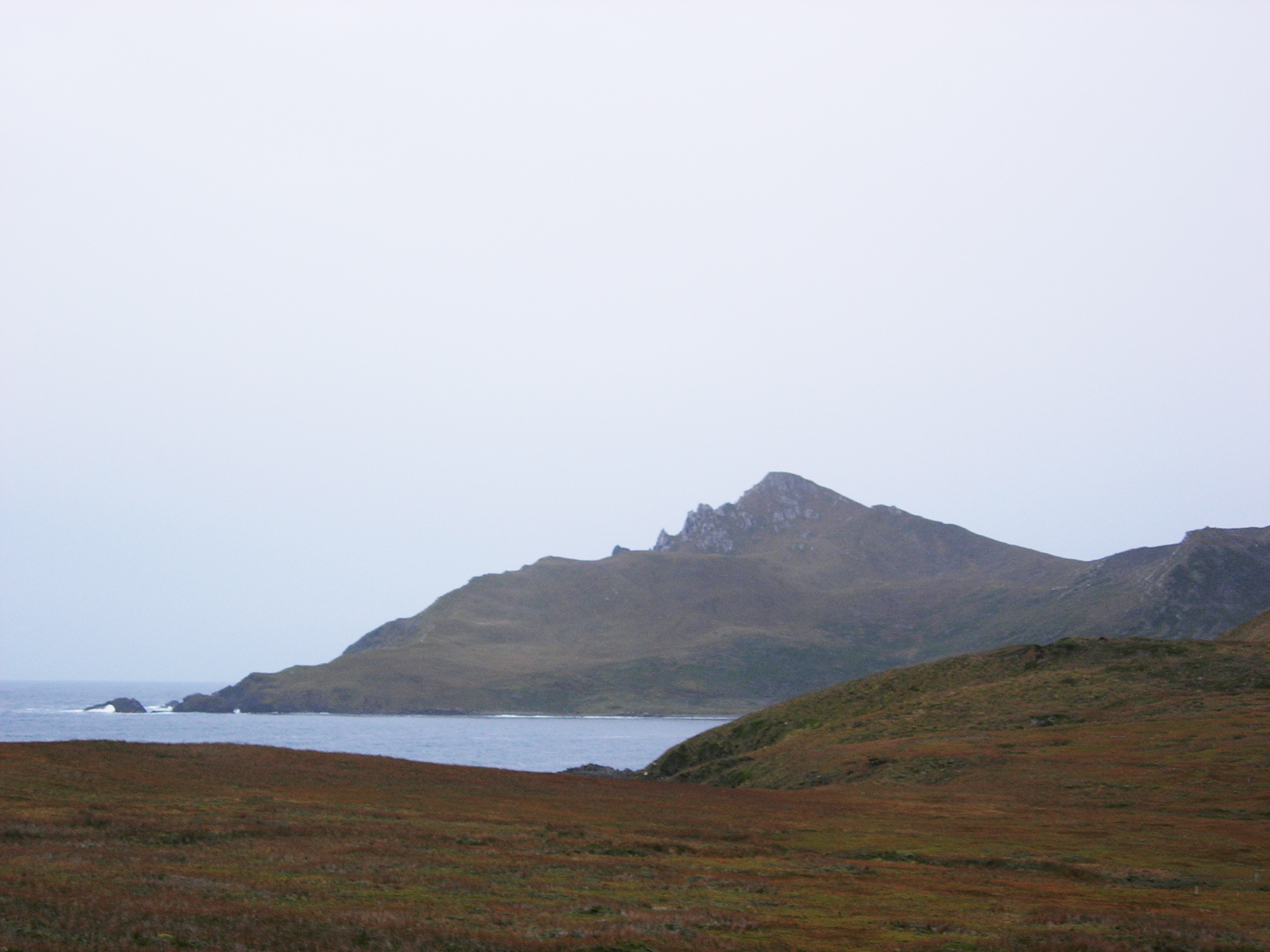
Vista del cap d'Hornos, des del lloc on es troba l'anomenat Far Monumental d'Hornos, un monument als mariners oceànics i un punt d'observació de la Marina Xilena, a l'illa Hornos.

El clima de la regió és normalment fred a causa de la latitud austral. L'Armada de Xile ha dotat l'alcaldia de mar d'equips moderns que permeten transmetre per Internet i en temps real les dades meteorològiques del lloc que interessen els navegants, com la pressió baromètrica, la temperatura, la humitat relativa, la direcció i intensitat del vent, l'estat de la mar i l'alçada de les onades. Totes les dades anteriors es processen pel Servei Meteorològic de l'Armada, que emet per Internet la carta sinòptica i el pronòstic meteorològic per a les àrees marítimes de tot el país. Un estudi realitzat entre el 1882 i el 1883 va establir una precipitació anual de 1.357 mil·límetres i una temperatura anual mitjana de 5,2 °C. La velocitat mitjana del vent és d'aproximadament 30 km/h, amb ràfegues que poden passar els 100 km/h, fenòmens que hi tenen lloc al llarg de totes les estacions de l'any.
En l'actualitat, els mesuraments meteorològics d'Uxuaia, Argentina, (a 146 km al nord) registren estius (gener i febrer) amb temperatures al rang entre els 5 °C i els 14 °C, mentre a l'hivern (juliol) les temperatures varien entre els 4 °C a -2 °C. La nuvolositat és generalment densa, amb rangs entre 5,2 octaus entre maig i juliol i de 6,4 a desembre i gener. Les precipitacions són altes al llarg de l'any: a l'estació meteorològica de les illes Diego Ramírez, a 109 km al sud-oest al passatge de Drake, mostren una concentració de pluges al mes de març amb una mitjana de 137,4 mil·límetres, mentre que a l'octubre es presenta la menor mesura, amb una mitjana de 93,7 mil·límetres. Les condicions del vent són generalment serioses, principalment a l'hivern. A la temporada estiuenca, els vendavals estan presents durant un 5% del temps, augmentant a un 30% durant el període d'hivern.

### Política i administració

Escut de la Comuna de Cap d'Hornos.

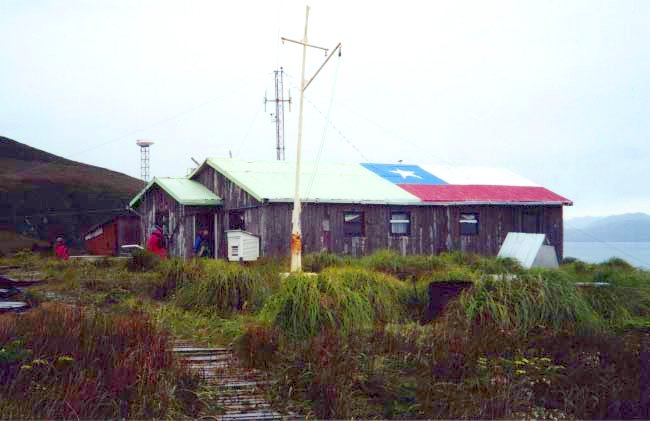
Edifici principal de l'estació naval de l'Armada de Xile.

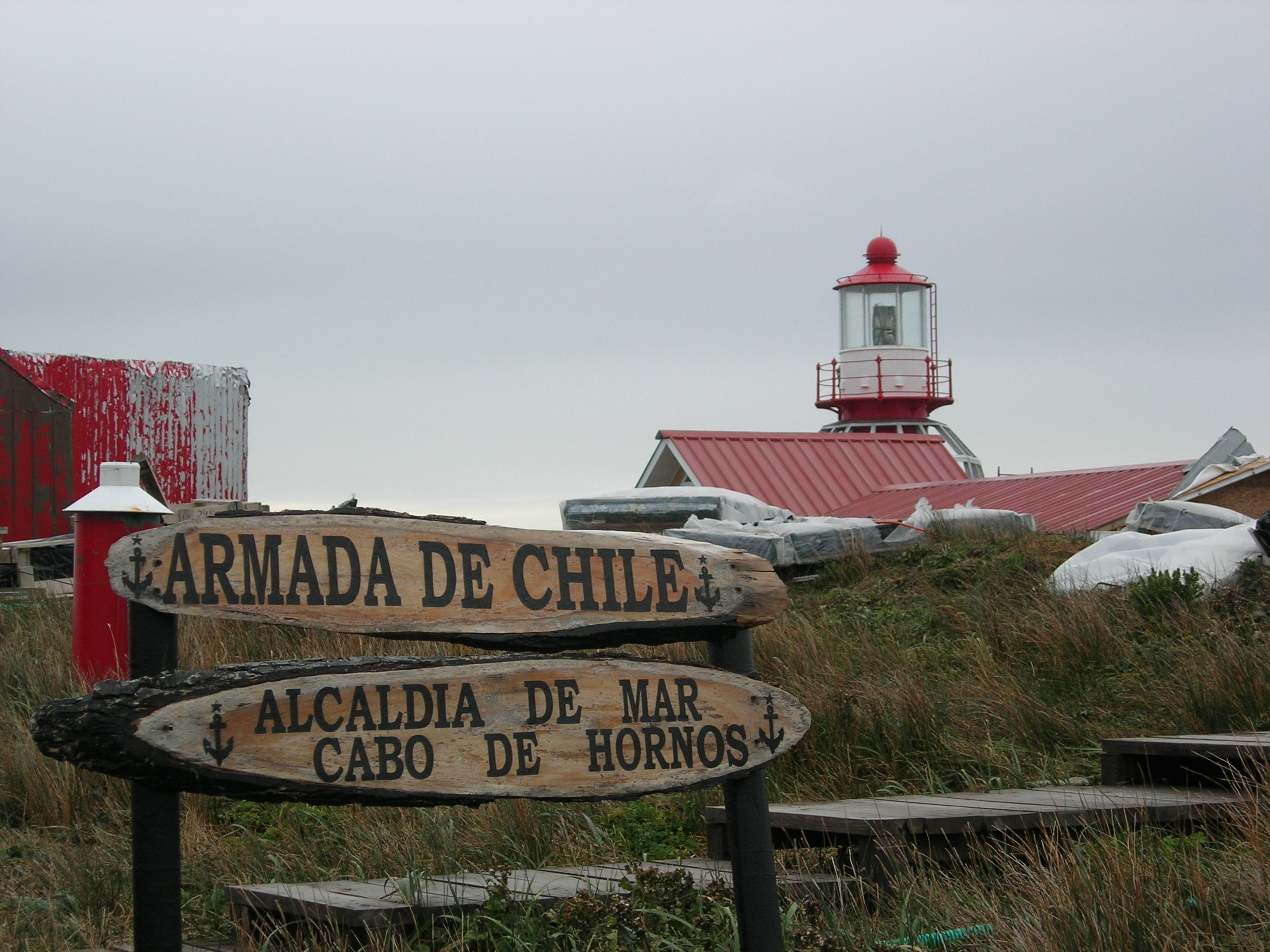
Far al cap d'Hornos.

El cap d'Hornos es troba dins les aigües territorials de Xile, país que n'exerceix la sobirania. Pertany administrativament a la comuna de Cap d'Hornos, prèviament anomenada Navarino, la capital de la qual es troba a la ciutat de Puerto Williams, capital també de la Província d'Antàrtida Xilena, pertanyent a la Regió de Magallanes i de l'Antàrtica Xilena.
L'Armada de Xile compta amb una alcaldia de mar, composta per una casa per al farer i la seva família, aixecada al voltant del far, amb accés al fanal des de l'interior de la casa, que compta amb diverses habitacions, sala de ràdio i de control de ràdar i ploteig de contactes de superfície detectats a l'horitzó i equips per mesurar i transmetre en temps real les dades meteorològiques i una capella. A curta distància de l'estació es troba un monument al "mariner desconegut" i un memorial amb una escultura que mostra la silueta d'un albatros, en honor dels mariners que moriren a les aigües del cap d'Hornos tractant de superar-lo, ambdós donats per la confraria dels capitans del cap d'Hornos.
També una placa recordatòria donada al bicentenari de Robert FitzRoy (2005) per diverses entitats culturals i marítimes de Xile commemora el seu atracament a l'illa el 19 d'abril de 1830.
El cap a més a més està ubicat al Parc Nacional Cap d'Hornos, administrat per la Conaf i que comprèn una superfície de 63.093 hectàrees. Aquest parc, juntament amb el Parc Nacional Alberto de Agostini, conforma la reserva de la biosfera "Cap d'Hornos", creada l'any 2005 i que posseeix una extensió de 4,9 milions d'hectàrees (3 aquàtiques i 1,9 terrestres).

### Rutes de navegació
A l'extrem meridional de Sud-amèrica hi ha diverses rutes potencials de navegació. La major és, sens dubte, l'estret de Magallanes, que separa Terra del Foc del continent. L'estret és un llarg però congost passatge molt utilitzat previ al descobriment del cap. Una altra ruta és a través del canal de Beagle que separa Terra del Foc de l'illa Navarino i hi ha diverses vies travessant els arxipèlags de les illes Wollaston i les illes Hermite al nord del cap d'Hornos.
A l'època de la navegació a vela tots aquests camins eren reconegudament perillosos a causa dels traïdorencs williwaws, que són sobtades ràfegues de vents catabàtics que poden tombar algunes naus. S'hi suma l'estretor dels passos, augmentant el risc de les naus de topar contra les roques de les costes. Les àmplies aigües del passatge de Drake al sud del cap d'Hornos, amb una amplada d'aproximadament 650 km, també presenten serioses dificultats per a la navegació principalment a causa de llurs forts vents i onatge. Tanmateix, l'amplitud de les aigües en aquesta ruta permeten una major maniobrabilitat de les embarcacions per afrontar aquestes situacions, per això és, en l'actualitat, la ruta més utilitzada per diversos vaixells, com per exemple alguns que, a causa de llur mida, els és impossible de creuar el canal del Panamà.

### Perills de la navegació

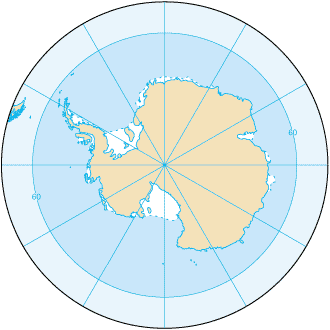
L'Oceà Antàrtic s'estén al sud del paral·lel 60ªS. Els corrents marins giren al voltant de l'Antàrtida pràcticament sense interrupció de terres.

Diversos factors es combinen al voltant del cap d'Hornos, i el converteixen en un dels punts marítims més perillosos de la terra. Alguns factors són les dures condicions de navegació pròpies de l'oceà Antàrtic, la geografia del pas al sud del cap i la seva extrema latitud austral: 56 °S (en comparació, el cap Agulhas al sud d'Àfrica està a 35 °S i l'illa Stewart a l'extrem meridional de Nova Zelanda, a 47 °S).
Els vents que prevalen a les latituds sota els 40 °S poden moure's d'oest a est al voltant del planeta a causa de la inexistència gairebé absoluta de terra, per això aquesta zona rep el títol dels "quaranta bramadors", seguits pels "cinquanta furiosos" i els encara més violents vents dels "seixanta udoladors". Aquests vents fan que la majoria de les naus que viatgen des de l'est tractin de mantenir-se com més a prop possible de la latitud 40 °S, tanmateix, en voltar el cap d'Hornos, les naus han d'endinsar-se necessàriament a aigües de latitud 56 °S, a la zona dels vents més forts. La força d'aquests vents és exacerbada a la zona per l'"efecte embut" provocat pels Andes i la Península Antàrtica, canalitzant les masses de vents al passatge de Drake.

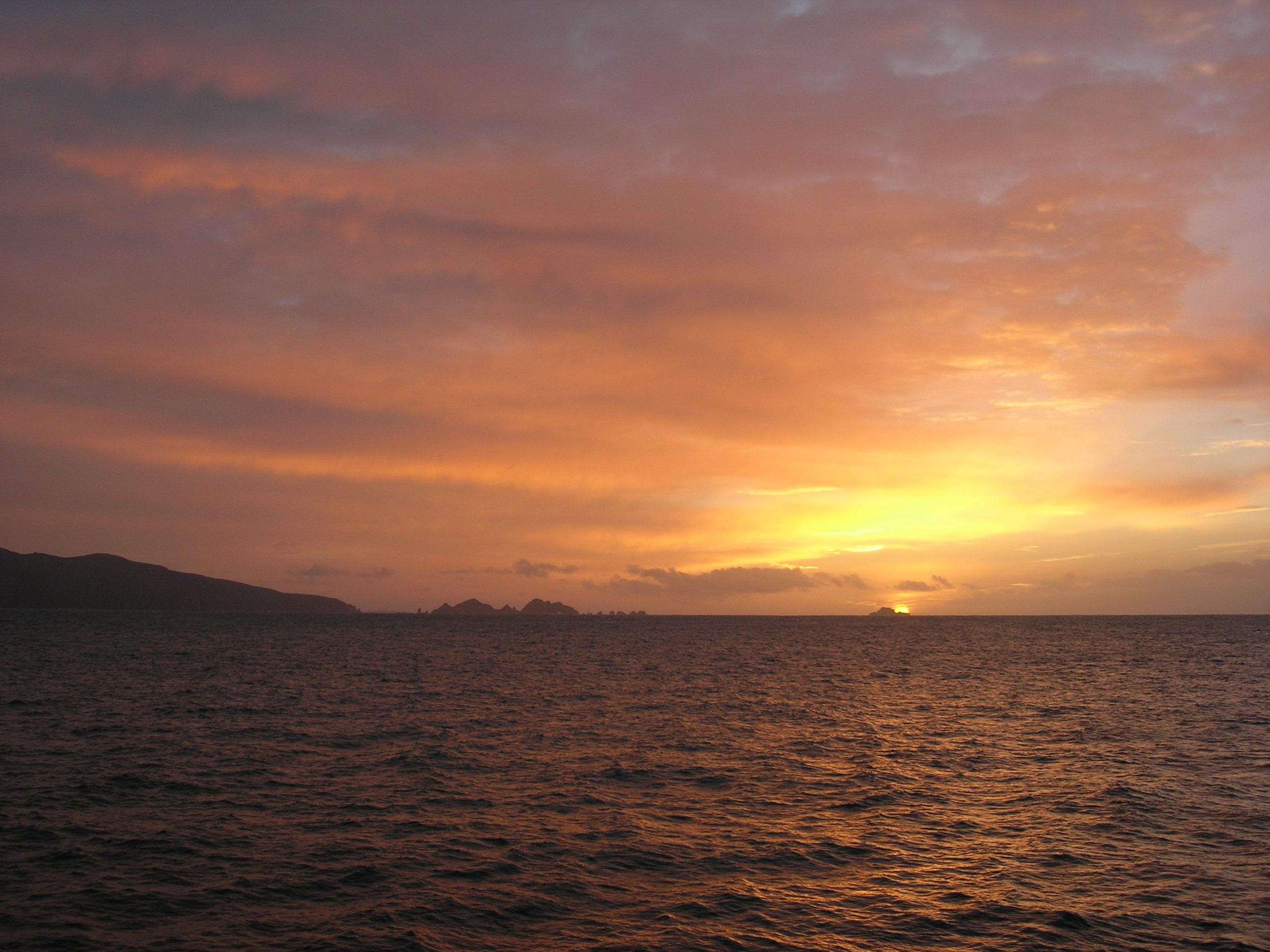
Alba al cap d'Hornos.

Els forts vents de l'oceà del sud provoquen alhora altes onades, les quals poden arribar a grans dimensions en voltar el planeta sense trobar obstacles terrestres. Això no obstant, a la zona del cap d'Hornos, aquestes onades troben una zona d'aigües poc profundes, i això provoca que siguin més curtes i més costerudes, fent que creixi el risc per als navegants. Si la fort corrent en direcció est del passatge de Drake es troba amb vents en direcció contrària, aquest efecte pot créixer encara més. Addicionalment, la zona a l'oest del cap d'Hornos és particularment coneguda per les seves onades gegantesques que poden arribar a alçades de més de 30 m.
Els vents predominants creen particulars problemes per a les embarcacions que intenten voltar el cap en sentit contrari, ço és, d'est a oest. Tot i que això afecta totes les naus d'alguna forma, els més afectats són els tradicionals vaixells mercants, que amb prou feines poden avançar. En canvi, els moderns iots i velers són força més eficients i atenyen generalment realitzar la ruta, això permet la realització de regates com la Global Challenge.
Finalment, els gels són també un important obstacle per als mariners en baixar la latitud 40º. Tot i que el límit de la banquisa passa a força distància del cap d'Hornos, els icebergs segueixen essent importants perills per a les naus. A l'oceà Pacífic Sud durant febrer les panes de glaç es mantenen al sud de la latitud 50º, però a l'agost poden arribar fins als 40° sud, el cap d'Hornos està sota ambdues latituds.
Tots aquests factors han convertit el cap d'Hornos en el pas marí més perillós de la terra. Molts vaixells hi han naufragat i mariners hi han mort tractant d'atènyer la fita de passar el cap.

### Punt més austral d'Amèrica

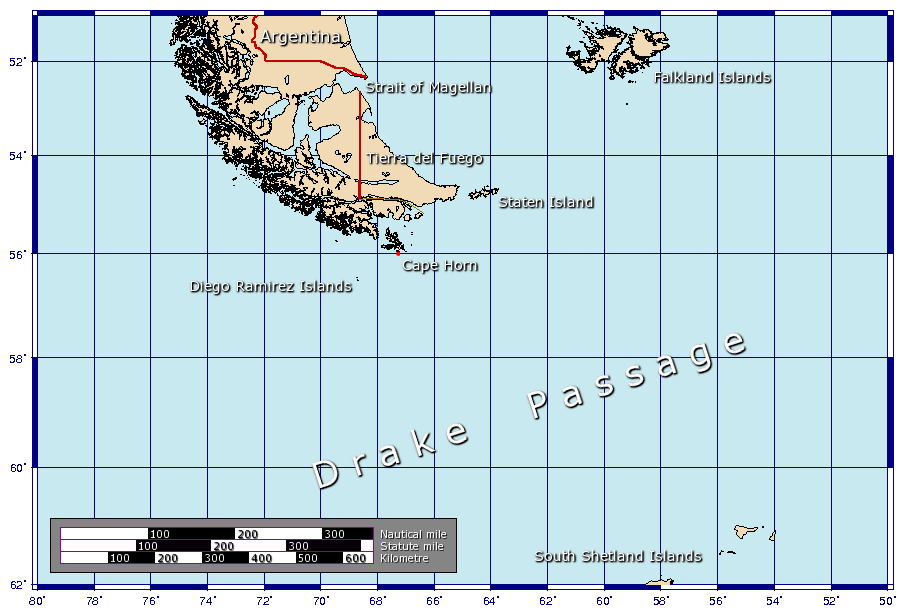
L'extrem austral de Sud-amèrica, incloent el cap d'Hornos, el passatge de Drake i les illes Shetland del Sud.

Hi ha un debat sobre quin mereix ser considerat el punt més austral d'Amèrica, essent possibles tres opcions. Estan ordenades des de la de més al nord fins a la de més al sud:
- Cap de Froward: és el punt més austral de la massa continental d'Amèrica, és a dir, unit directament a la resta del continent, sense travessar braços de mar. Pertany a la Comuna de Punta Arenas.
- Cap d'Hornos: és el punt més austral de la terra associada tradicionalment a Amèrica, ja que aquí acaben les illes costaneres. En la seva accepció comuna, la zona continental inclou també les illes petites situades a curta distància de la costa, però no les que estan separades per braços de mar importants. Pertany a la Comuna de Cap d'Hornos.
- Illot Àguila a l'arxipèlag de les illes Diego Ramírez: és el punt més austral de la placa continental d'Amèrica. Des d'una perspectiva científica, el continent també inclou les illes vinculades a les plaques continentals. També pertany a la Comuna de Cap d'Hornos.

## Història

### Descobriment

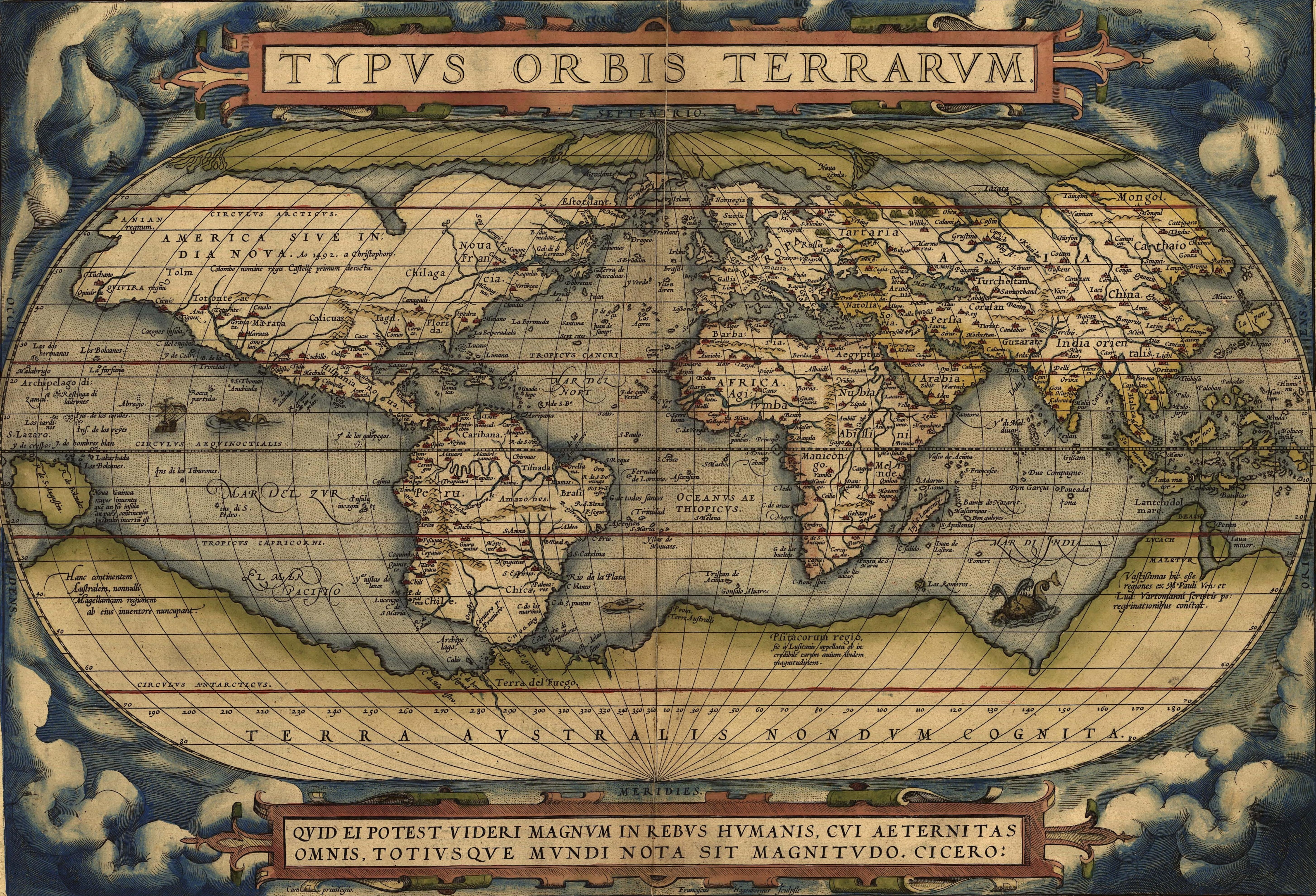
Mapamundi d'Abraham Ortelius, 1570. La Terra Australis apareix separada d'Amèrica per l'estret de Magallanes.

El 1525 el mariner espanyol Francisco de Hoces, que formava part de l'expedició de García Jofre de Loaisa, es trobà amb un temporal quan tractava de creuar l'estret de Magallanes, i això l'obligà a viatjar fins als 55º de latitud sud, convertint-se en el primer a descobrir el passatge al sud del cap d'Hornos, a l'extrem meridional del continent, anticipant-se en més de mig segle al pirata anglès Francis Drake. A causa d'això, a Espanya i a part d'Hispanoamèrica s'anomena Mar d'Hoces el passatge de Drake.
El setembre de 1678 Francis Drake, durant la seva circumnavegació al planeta, creuà l'estret de Magallanes en direcció a l'oceà Pacífic. Abans de continuar cap al nord, una tempesta el feu aturar el viatge i tornar cap al sud de la Terra del Foc. L'extensió d'aigües que Drake trobà el feren suposar que la Terra del Foc no era un nou continent com es creia fins aleshores, sinó una illa. Aquest descobriment, tanmateix, fou rebutjat pels estudiosos de l'època, per això per molts anys es continuà utilitzant l'estret de Magallanes com el passatge més austral que separava Amèrica de la Terra Australis.
A principis del segle xvii, la Companyia Holandesa de les Índies Orientals mantenia el monopoli sobre tot el comerç holandès que utilitzava les vies de l'estret id el cap de Bona Esperança, les dues úniques rutes conegudes que comunicaven Occident amb l'Extrem Orient. Intentant cercar una ruta alternativa per sortejar el monopoli, el comerciant holandès Jacob Le Maire decidí de cercar un passatge al sud de l'estret de Magallanes que unís els oceans Pacífic i Atlàntic, basat en la hipòtesi de Drake. Per a tal empresa contractà els capitans d'alta mar Willem Schouten i el seu germà Juan perquè armessin una expedició de dues naus, l'Eendracht i el Hoorn, que salparen del port de Hoorn amb l'autorització del príncep Mauricio de Nassau el 14 de juny de 1615. Le Maire embarcà el seu fill Jacbo Le Maire com el seu representant a l'aventura.
El Hoorn patí un accident i s'incendià a les costes de la Patagònia, però el gener de 1616, l'Eendracht entrà en un passatge marí (conegut actualment com estret de Le Maire), i, després de diversos dies de navegació, guaitaren terra cap al sud. El cap que fitaren fou denominat Kaap Hoorn en honor dels patrocinadors del viatge. En aquell moment, el cap descobert fou considerat com l'extrem austral de Terra del Foc. A causa de les inclemències del clima, l'expedició tornà al seu origen i només el 1624 s'investigà novament, reconeixent que el cap d'Hornos es trobava en una illa menor i no pas a Terra del Foc.
Una mostra més de com és de difícil la navegació a les aigües de la zona és que l'Antàrtida, ubicada a només 650 km al sud creuant el passatge de Drake fou descoberta el 1820 encara quan el cap d'Hornos fou àmpliament utilitzat com una de les principals rutes de navegació per més de dos segles.

### Ruta marítima

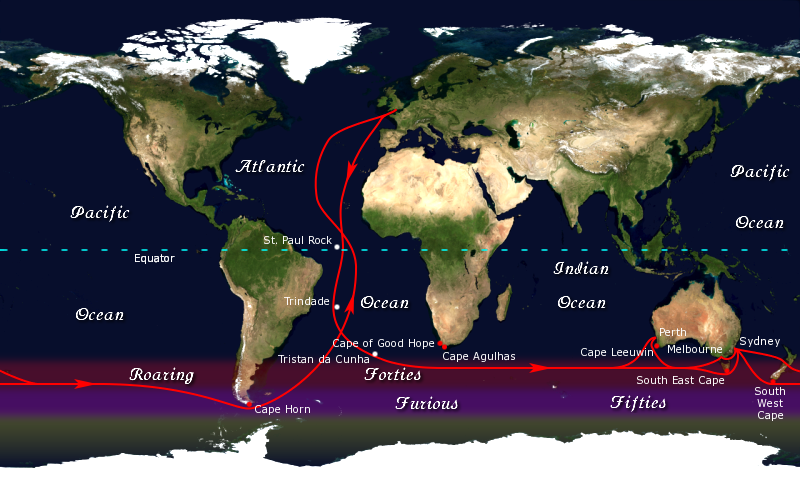
Ruta mercant que utilitzaven els vaixells que connectaven Anglaterra amb Austràlia i Nova Zelanda.

Des del segle xviii fins a començaments de xx el cap d'Hornos fou part de la ruta mercant per on circulava la major part del comerç mundial. Els vaixells travessaven el cap amb càrregues de cotó, gra i or des d'Austràlia fins a Europa, així com carregaven productes del Llunyà Orient. A més a més, era l'única ruta marina que connectava les costes est i oest dels Estats Units. L'alta quantitat de morts en aquelles aigües no fou cap impediment per al desenvolupament d'aquesta perillosa ruta marítima.
Tradicionalment un mariner que aconseguia superar el repte de voltar el cap d'Hornos rebia com a condecoració un anell d'or a l'orella esquerra i se'l permetia sopar amb un peu sobre la taula, i aquell que aconseguia més vegades creuar el cap de Bona Esperança podia posar-hi tots dos peus.
Amb l'obertura del canal de Panamà a l'Amèrica Central i dels ferrocarrils transcontinentals a Amèrica del Nord, l'ús de la ruta del cap d'Hornos va decaure. L'últim vaixell comercial a vela que realitzà la ruta a través d'aquest cap fou el Pamir, el 1949, en el seu viatge entre Austràlia i Finlàndia.